# Abstand und Ausbau
Abstand und Ausbau sind Begriffe der Sprachwissenschaft – genauer der Dialektologie –, die zur Charakterisierung sprachlicher Varietäten verwendet werden. Eine Abstandsprache ist eine parallel zur Standardsprache verwendete vollwertige Alltagssprache, die als nicht mit dieser verwandt empfunden wird (z. B. Jiddisch gegenüber Hebräisch). Eine Ausbausprache ist eine Varietät der Standardsprache, die wie eine eigenständige Sprache für die anspruchsvolle, auch die schriftliche Kommunikation verwendet wird (z. B. Luxemburgisch gegenüber Hochdeutsch).

## Sprache und Dialekt
Es gibt sprachliche Varietäten, deren Charakter als „Sprache“ bzw. „Einzelsprache“ oder „Standardsprache“ eindeutig ist, wie z. B. Deutsch, Englisch oder Spanisch, andere Varietäten, deren Status als „Dialekt“ einer zugeordneten Sprache ebenso eindeutig ist wie z. B. das Bairische als Dialekt(-gruppe) des Deutschen. Dazwischen gibt es viele Varietäten, die nicht ohne Weiteres eindeutig als Sprache oder als Dialekt qualifiziert werden können. Mit den Begriffen „Abstand“ und „Ausbau“ lässt sich das weite Spektrum zwischen Hochsprache und Dialekt genauer beschreiben und die Definition von „Sprache“ präzisieren.

## Begriffsgeschichte
Das Begriffspaar Abstand- und Ausbausprache geht auf den Sprachsoziologen Heinz Kloss (1978) zurück, der in seinem Buch Die Entwicklung neuer germanischer Kultursprachen seit 1800 von 1978 den Versuch unternahm, die vielen Idiome germanischer Sprachen daraufhin zu untersuchen, welche von ihnen als Dialekt, welche als Sprache aufgefasst werden und warum. Eine Präzisierung erhielten diese Begriffe unter anderem durch Georg Bossong (2008). 
Abstand und Ausbau werden als Germanismen auch in nicht-deutschsprachiger Fachliteratur verwendet.

## Abstandsprache
Als Abstandsprache bezeichnet man eine Sprachvarietät, die so verschieden von einer anderen Sprachvarietät ist, dass sie unmöglich als Dialekt dieser anderen Varietät aufgefasst werden kann. Diese Definition wird zum Teil unabhängig vom Ausbaugrad getroffen (so Kloss 1978), teilweise nur für Varietäten mit geringem Ausbaugrad (so Bossong 2008). Der Abstand einer Sprachvarietät zu einer anderen Varietät wird durch ihre Unterschiede in den Bereichen Wortschatz, Phonetik, Morphologie (Nominalsystem – Verbalsystem), Syntax und durch den Grad ihrer wechselseitigen Verständlichkeit festgestellt, wobei das letzte Merkmal eher problematisch ist. Selbstverständlich ist die Feststellung, dass eine Varietät von einer anderen einen „großen Abstand“ oder „geringen Abstand“ hat, nicht mit mathematischer Präzision und als allgemeingültiges Urteil zu treffen. Außerdem ist ein so definierter Abstandsbegriff graduell.
Als unzweifelhaftes Beispiel einer Abstandsprache wird das Baskische genannt, das sich als isolierte Sprache eindeutig von allen romanischen Varietäten der geographischen Umgebung des Sprachgebiets unterscheidet, oder auch indigene Sprachen Amerikas, afrikanische Sprachen, australische Sprachen und Sprachen Papua-Neuguineas. Unklar bleibt, ob weit voneinander entfernte Varietäten innerhalb eines Dialektkontinuums unter die Definition „Abstandsprache“ fallen.

## Ausbausprache
Unter Ausbausprache oder Ausbaudialekt versteht man eine Sprachvarietät, die so weit entwickelt ist, dass sie für anspruchsvolle kommunikative Zwecke (z. B. Sachprosa) dienen kann. Zum Ausbau der Sprache gehört ein gewisser Grad der Normierung in Bezug auf die Grammatik, Orthographie und den Wortschatz. Ausbausprachen unterscheiden sich von den Abstandsprachen darin, dass sie aufgrund des eher geringen sprachlichen Abstandes zu den benachbarten Varietäten nicht unbedingt als Abstandsprachen (eigene Sprache) anzusehen sind, infolge der Anwendung für Hochliteratur, Sachprosa, Wissenschaft, Verwaltung usw. aber dennoch die Positionen einer Standardsprache einnehmen, also in ihrem Gebrauch entsprechend „ausgebaut“ sind.
Während das Abstandkriterium sich ausschließlich auf die inneren qualitativen Eigenschaften von Sprachvarietäten bezieht, ist der Begriff „Ausbau“ eine externe Charakterisierung, die auch eher quantifiziert werden kann. Maßgeblich für den Grad des Ausbaus einer Sprachvarietät sind folgende Kriterien:
- Existenz einer Verschriftung mit einer anerkannten orthographischen Norm (Schriftsprache)
- Standardisierung von Phonetik, Morphologie und Syntax
- Nutzung der Varietät für anspruchsvolle kulturelle und wissenschaftliche Texte
- Vorhandensein einer selbständigen Literatur
- Verwendung der Varietät als National- oder Amtssprache

In diesem Sinne sind Sprachen wie Deutsch oder Italienisch hoch ausgebaute Varietäten, während es den meisten deutschen Dialekten an einer orthographischen Norm und anspruchsvoller wissenschaftlicher Prosa fehlt, sie also eher gering ausgebaut sind.
Von Ausbausprachen (oder Ausbaudialekten) ist aber vor allem bei Sprachvarietäten die Rede, die aufgrund ihrer engen Verwandtschaft und hohen gegenseitigen Verständlichkeit im Verhältnis zu einer anderen Sprache keine Abstandsprachen sind. In diesem Sinne sind das Jiddische im Verhältnis zum Deutschen, das Galicische im Verhältnis zum Portugiesischen, Afrikaans im Verhältnis zu Niederländisch und Mazedonisch im Verhältnis zu Bulgarisch Ausbausprachen. Auch das Luxemburgische wird oft als Ausbausprache angesehen, obgleich Französisch und Deutsch als Amtssprachen im Großherzogtum Luxemburg immer noch dominieren.
Autoren, die solchen Varietäten aus politischen oder sprachwissenschaftlichen Motiven den Status von Einzelsprachen absprechen, verwenden die Bezeichnung „Ausbaudialekt“ oder „Kulturdialekt“. Die Unterscheidung zwischen Sprache und Dialekt, die hier vorausgesetzt wird, ist jedoch sprachwissenschaftlich uneindeutig. Überdies sind die Grenzen zwischen Dialekt, Ausbaudialekt und Sprache fließend und können sich im Laufe der Zeit verschieben.
Der Ausbau einer Varietät erfordert eine gewisse Zeit und kann in unterschiedlichem Tempo verlaufen. Meist ist mit dem Ausbau auch eine Erweiterung des Wortschatzes verbunden. Solange der Prozess des Sprachausbaus noch in den Anfängen steckt, ist es oft schwierig zu entscheiden, ob es sich bereits um eine Ausbauvarietät handelt oder nicht. Auch der umgekehrte Prozess kommt vor, nämlich dass ein Standard nicht gepflegt wird und eine Sprache so wieder zur Umgangsvarietät wird. Diesen Vorgang nennt man auch Destandardisierung. Dieses ist zum Beispiel mit einigen neuindischen Sprachen geschehen, die mit der Expansion des Hindi wieder zu Dialekten des Hindi wurden, obwohl sie einst Ausbausprachen waren (beispielsweise Rajasthani, Bihari).
Auch viele Gebärdensprachen haben einen Prozess des Ausbaus durchlaufen, wobei die Schreibung von Gebärdensprachen noch in den Kinderschuhen steckt und man deshalb auch keine Regeln zur Orthographie erwarten kann. Das über den Wortschatz und die Grammatik Gesagte gilt aber auch für Gebärdensprachen.
Mit Ausbausprache nicht zu verwechseln sind die nationalen Varietäten. Schweizer Hochdeutsch etwa baut nicht auf den schweizerdeutschen Dialekten auf, sondern weicht nur in einer überschaubaren Anzahl von Phänomenen von der deutschen oder österreichischen Standardvarietät ab, mit denen zusammen es die deutsche Standardsprache bildet.

## Abstandsprache und Ausbausprache im Sinne von Kloss
Nach Heinz Kloss gelten folgende Definitionen:
- „Abstandsprachen“ sind sprachliche Varietäten, die von allen anderen sie umgebenden Varietäten einen großen sprachlichen Abstand besitzen, unabhängig von ihrem Ausbaugrad.
- „Ausbausprachen“ sind alle Varietäten, die einen hohen Ausbaugrad besitzen, unabhängig von ihrem Abstand zu anderen Varietäten.
- Eine Varietät ist dann als „Sprache“ qualifiziert, wenn sie Abstandsprache oder Ausbausprache (oder beides) ist.

Die Abstandsprachen-Definition muss allerdings dahingehend präzisiert werden, dass das nicht für den Abstand zu den eigenen Untervarietäten gilt, der naturgemäß gering ist; sonst wären alle Sprachen, die Dialekte besitzen (und es gibt kaum Sprachen ohne dialektale Aufgliederung), keine Abstandsprachen im strengen Sinne der Definition.
Auch die Ausbausprachen-Definition greift nicht völlig unabhängig vom Abstand: Das in Deutschland gesprochene Deutsch ist vom österreichischen Deutsch linguistisch so minimal entfernt, dass die Tatsache, dass beide Varietäten sehr hoch ausgebaut sind, aus diesen Varietäten noch keine zwei verschiedene Sprachen macht. Anders ist es beim „ausgebauten“ Luxemburgischen: Hier ist der Abstand zum Deutschen zwar auch gering, aber genügend groß, um von einer eigenständigen „Sprache“ zu sprechen. Diese Beispiele zeigen, dass die Klassifikation als Abstand- oder Ausbausprache im Einzelfall sehr schwierig sein kann.

## Abstandsprache und Kulturdialekt im Sinne von Bossong
Nach Bossong werden von Kloss abweichend als „Abstandsprachen“ nur solche Abstandsvarietäten bezeichnet, die einen geringen Ausbaugrad besitzen. Ausbauvarietäten mit geringem Abstand zu anderen Varietäten bezeichnet Bossong als „Kulturdialekt“. Damit kommt er zu folgender Kategorisierung:
| Abstand zu Referenzvarietät | Ausbaugrad | Bezeichnung nach Bossong |
| --------------------------- | ---------- | ------------------------ |
| groß                        | hoch       | Sprache, Hochsprache     |
| groß                        | gering     | Abstandsprache           |
| klein                       | hoch       | Kulturdialekt            |
| klein                       | gering     | Dialekt                  |

Eine „Sprache“ ist demnach eine hoch ausgebaute Abstandsvarietät, ein „Kulturdialekt“ eine hoch ausgebaute Varietät, die zu anderen Varietäten einen eher kleinen Abstand hat, während ein „Dialekt“ zu seiner Referenzvarietät einen relativ kleinen Abstand und zudem einen geringen Ausbaugrad besitzt. Der Begriff „Abstandsprache“ wird hier nur bei geringem Ausbaugrad verwendet, also anders als von Kloss.
Beispiele aus dem Romanischen
Nach dieser Definition sind im Romanischen
- Sprachen: z. B. Spanisch, Französisch, Italienisch, Portugiesisch
- Abstandsprachen (mit geringem Ausbau): z. B. Frankoprovenzalisch
- Kulturdialekte: z. B. Galicisch, Korsisch
- Dialekte

Spanisch, Französisch, Italienisch und Portugiesisch haben zu allen anderen romanischen Varietäten einen klar definierbaren Abstand und sind voll ausgebaute Kultursprachen. Frankoprovenzalisch hat zwar zu den benachbarten französischen und okzitanischen Varietäten einen deutlichen linguistischen Abstand, besitzt aber keinen hohen Ausbaugrad, z. B. fehlen eine verbindliche Orthographie sowie umfangreichere Fachprosa. Galicisch und Korsisch haben nur einen geringen linguistischen Abstand zu portugiesischen bzw. italienischen Varietäten, weisen aber auf Grund ihrer eigenständigen Literatur einen hohen Ausbaugrad auf.